# Seldowitschgleichung
Die Seldowitschgleichung (engl.: Zeldovich equation, nach Jakow Borissowitsch Seldowitsch) ist eine nichtlineare Partielle Differentialgleichung vom Typ der Reaktionsdiffusionsgleichung, die zum Beispiel für die Beschreibung von Verbrennungsvorgängen verwendet wird.
Reaktionsdiffusionsgleichungen haben die Form:
{\displaystyle \partial _{t}u=D\partial _{x}^{2}u+R(u)}
wobei häufig {\displaystyle u} die Konzentration eines chemischen Stoffes ist, der D-Term eine Diffusion im Raum beschreibt und der R-Term die lokalen (chemischen) Reaktionen. Im allgemeinen Fall kann u auch Vektorform haben und es werden dann die Reaktionen mehrerer Stoffe beschrieben. Zeldovich beschrieb damit Verbrennung und u stand in diesem Fall für die Temperatur. Häufig wird die Zeldovichgleichung mit einem {\displaystyle R(u)} in folgender Form angegeben:
{\displaystyle R(u)=u^{2}\cdot (1-u)}
Die Arbeit von Zeldovich und David Frank-Kamenezki lieferte auch Autowaves (siehe Chemische Welle) als Lösungen, das heißt selbst erregte und sich unterhaltende Wellen, wie auch etwa gleichzeitige Arbeiten von Andrei Kolmogorow (KPP-Gleichung) und Ronald Fisher.
Eine Variante beschreibt die zeitliche Veränderung einer Clustergrössenverteilung bei einer Phasenumwandlung. Sie geht aus dem clusterdynamischen Modell zur homogenen Phasenumwandlung hervor. Über die Diffusion, welche ihrerseits von der freien Energie (oder von der freien Enthalpie, abhängig von den Randbedingungen) abhängt, können die Raten des Anwachsens und Schrumpfens von Clustern der zweiten Phase bestimmt werden. Die freie Energie/Enthalpie wird meist ähnlich wie bei der klassischen Keimbildung bestimmt.